# Scream 4
Scream 4 (stiliserat som SCRE4M) är en amerikansk skräckfilm från 2011 och den fjärde filmen i Scream-serien. Den regisserades av Wes Craven och skrevs av Kevin Williamson, manusförfattaren till Scream och Scream 2. I rollerna syns Neve Campbell, David Arquette, Courteney Cox, Emma Roberts, Hayden Panettiere, Rory Culkin, Dane Farwell, Roger L. Jackson, Nico Tortorella och Erik Knudsen. Campbell, Arquette, Cox och Jackson är de enda som varit med i alla de tidigare filmerna.
Från början var serien tänkt att vara en trilogi, men efter 10 år tyckte Bob Weinstein att det var dags för en ny film. Den var först tänkt att vara den första filmen i en ny trilogi och både Craven och Williamson hade då skrivit kontrakt för ytterligare filmer, tills arbetet för uppföljarna avbröts efter Cravens död 2015. 
Filmen började spelas in i Ann Arbor, Michigan, den 28 juni 2010, och var färdigfilmad den 22 september 2010. Filmen hade svensk premiär den 15 april 2011.
Det finns även en hel del bortklippta scener och material i Scream 4, som aldrig fick se dagens ljus under själva biopremiären år 2011. Bland dessa märks bland annat själva öppningsscenen för de två respektive karaktärerna Marnie Cooper och Jenny Randall, där de båda blir brutalt mördade av Ghostface. Denna bortklippta scen går dock att se tillsammans med andra bortklippta filmscener, i den del videos på YouTube.

## Handling
För femton år sedan tystnade skriken, och mördaren, som dolde sitt ansikte bakom den numera legendariska Scream-masken (röst av Roger L. Jackson), försvann. 
Sidney Prescott (Neve Campbell) har lyckats återgå till ett relativt normalt liv, mycket tack vare sitt skrivande av sin självhjälpsbok ”Out of darknes” och hon återvänder till sin forna hemstad Woodsboro för att signera sin nya bok som handlar om hur hon har lyckats lämna mörkret bakom sig och skapa sig ett nytt liv. Dewey Riley är nu stadens sheriff, och hans fru Gale Weathers kämpar med sitt skrivande.
Sidneys återkomst lockar dock fram en ny Ghostface-mördare, och Sidney, Dewey och Gale måste åter samarbeta för att försöka avslöja mördaren.

## Rollista
- Neve Campbell – Sidney Prescott
- David Arquette – Sheriff Dwight "Dewey" Riley
- Courteney Cox – Gale Weathers-Riley; Deweys fru
- Emma Roberts – Jill Roberts; Sidneys kusin.[a]
- Hayden Panettiere – Kirby Reed; Jills bästa vän.
- Anthony Anderson – Deputy Anthony Perkins
- Adam Brody – Deputy Ross Hoss
- Rory Culkin – Charlie Walker
- Dane Farwell – Ghostface
- Roger L. Jackson – Ghostfaces röst
- Mary McDonnell – Kate Roberts; Jills mamma.
- Marley Shelton – Deputy Judy Hicks; en vicesheriff som kände Sidney i High School.
- Alison Brie – Rebecca Walters; Sidneys personliga assistent.
- Marielle Jaffe – Olivia Morris; Jills vän
- Nico Tortorella – Trevor Sheldon; Jills ex-pojkvän.
- Erik Knudsen – Robbie Mercer; Charlies bästa vän[b]
- Anna Paquin – Rachel Barnes
- Kristen Bell – Chloe Garrett
- Lucy Hale – Sherrie Marconi
- Shenae Grimes – Trudie Harrold
- Brittany Robertson – Marnie Cooper
- Aimee Teegarden – Jenny Randall

## Produktion

### Utveckling
The Weinstein Company höll den 14 juli 2008 en presskonferens, där de offentliggjorde ett flertal nya filmer, däribland Scream 4, med ett påtänkt releasedatum för oktober eller december 2010. I mars 2010 berättade Wes Craven för allmänheten att han skulle regissera och att Kevin Williamson arbetade med ett nytt manus till filmen. Ett officiellt releasedatum släpptes också, den 15 april 2011.

### Manus
Craven och Williamson har påstått att tio år har passerat mellan Scream 3 och den kommande fjärde filmen och det har inte skett några fler massakrer, i stil med dem i de tidigare filmerna, men det har däremot släppts ett stort antal uppföljare till den fiktiva "filmen-i-filmen" Stab. Craven gav även en inblick i Sidney Prescotts nuvarande livssituation, och påstod att "hon har gjort sitt bästa för att ta sig vidare från händelserna som pågick i de tidigare filmerna, och har till och med hunnit släppa en framgångsrik bok". Craven har även sagt att de oändliga uppföljarna, den moderna remaketrenden, filmbolag, och regissörer är den nya grunden till parodiering i Scream 4.

### Rollsättning
Under år 2009 bekräftade man att Neve Campbell, Courtney Cox och David Arquette skulle återvända till sina respektive roller i serien. 
I maj 2010 började rykten sprida sig om att Ashley Greene, Hayden Panettiere, Lake Bell och Rory Culkin förhandlade om roller i den nya filmen. Den 27 maj bekräftade Wes Craven att Emma Roberts skulle spela Jill, rollen som det ryktades att Ashley Greene skulle spela. Dagen därpå, den 28 maj, släpptes fler rolldetaljer, som bekräftade att Panettiere och Culkin skulle medverka i filmen. 

### Inspelning
Egentligen skulle filminspelningen ha börjat i maj 2010, men blev framflyttad till 28 juni 2010 i och kring Ann Arbor, Michigan. Den blev färdigfilmad den 22 september samma år.

### Musik
Svenska bandet The Sounds har med låtarna "Something to die for" och "Yeah yeah yeah" i filmen samt på soundtracket.

## Release
I oktober 2010 premiärvisades ett 1 minut långt klipp på filmgalan Scream Awards i USA, som sedan utvecklades till en första teaser-trailer som släpptes till nätet. Den 15 januari 2011 dök den första biotrailern upp på nätet.
Filmen hade biopremiär i USA den 15 april 2011.